# Список бельгійських художників
Алфавітний список бельгійських художників.

## А
- Алешинський П'єр[ru] (народився 1927)

## Б
- Фріц ван дер Берге (1883–1939)
- Полідор Бофо[ru] (1829–1905)

## В
- Густав Вапперс (1803–1874)

## Л
- Егідій Лінніґ (1821–1860)

## М
- Франс Мортельманс[en] (1865–1936), майстер натюрморту

## Н
- Давид де Нотер[ru] (1818–1892) (Давид Эмиль Жозеф де Нотер 1818−1892 [Архівовано 23 березня 2020 у Wayback Machine.], [])

## Р
- Жан-Батист Робі[fr] (1821-1910)

## У
- Франц Ріхард Унтербергер[ru] (1838–1902)